# Overval op het gemeentehuis van Amerongen
De overval op het gemeentehuis in Amerongen vond plaats op 24 september 1943. De overval werd uitgevoerd door de knokploeg van Freerk Postmus.

## Achtergrond
De Duitse bezetter riep veel Nederlandse mannen van tussen de 18 en 50 op voor te werkstelling in Duitsland. Daarvoor maakte zij gebruik van de gemeentelijke bevolkingsregisters. Het verzet reageerde daarop door zoveel mogelijk bevolkingsregisters te stelen of te vernietigen. De eerste keer dat een bevolkingsregister werd meegenomen was in december 1942 in Wageningen.
Een bijkomend voordeel was dat in het gemeentehuis van Amerongen ook het distributiekantoor was gevestigd. De overval werd uitgevoerd door de knokploeg van Freerk Postmus, die eerder betrokken was geweest bij verschillende overvallen in Overijssel en Gelderland. Van de groep maakten Henk en Marinus Heerdink, Jaap Jongejan en Tiem Zomer deel uit.  
De overval vond vrijdagmiddag om 12.45 uur plaats. Tiem Zomer ging als eerste naar binnen met getrokken pistool. De twee aanwezige ambtenaren waren van tevoren op de hoogte gesteld, maar reageerden toch geschrokken. Zij werden stevig vastgebonden. De buit bestond uit 1500 gezinspersoonkaarten (ongeveer de helft van het bevolkingsregister), 21 blanco persoonsbewijzen, 48 omhulsels van persoonsbewijzen en een aantal zegels. 
De overval was de directe aanleiding voor de samenwerking tussen de Landelijke Organisatie voor Hulp aan Onderduikers (LO) en de Landelijke Knokploegen (LKP). Een paar dagen kwam Freerk Postmus bijeen bij Ad van Schuppen in Veenendaal met verschillende vertegenwoordigers van beide organisaties. De LO zat hard verlegen om distributiebonnen, de LKP kon daarbij helpen.